# Osiedle Niepodległości (Lublin)
Osiedle Niepodległości – osiedle w Lublinie w północnej części miasta, część dzielnicy Kalinowszczyzna.
Zbudowane w latach siedemdziesiątych XX wieku osiedle tworzą głównie budynki wybudowane w technologii wielkoblokowej WBLŻ („cegła żerańska”), 11-kondygnacyjne (głównie na obrzeżach osiedla) i 5-kondygnacyjne w technologii wielkopłytowej OWT-67 (w środkowej części).
Budowa osiedla została rozpoczęta w 1972 roku. W 1979 w ramach czynu społecznego na osiedlu oddano do użytku m.in. kilka boisk, tor przeszkód, plac zabaw, wypożyczalnię sprzętu sportowo-turystycznego i salę ćwiczeń gimnastycznych. Oprócz tego ustawiono rzeźby autorstwa studentów Uniwersytetu Marii Curie-Skłodowskiej oraz posadzono kwiaty, krzewy i drzewa.

## Nagrody i wyróżnienia
- 1978: II miejsce w konkursie „Gospodarność zasobami mieszkaniowymi”;
- 1979: I miejsce w konkursie „Srebrnej róży”;
- 1979: II miejsce w konkursie spółdzielni mieszkaniowych „Sport i rekreacja w naszym osiedlu”[1].

## Galeria

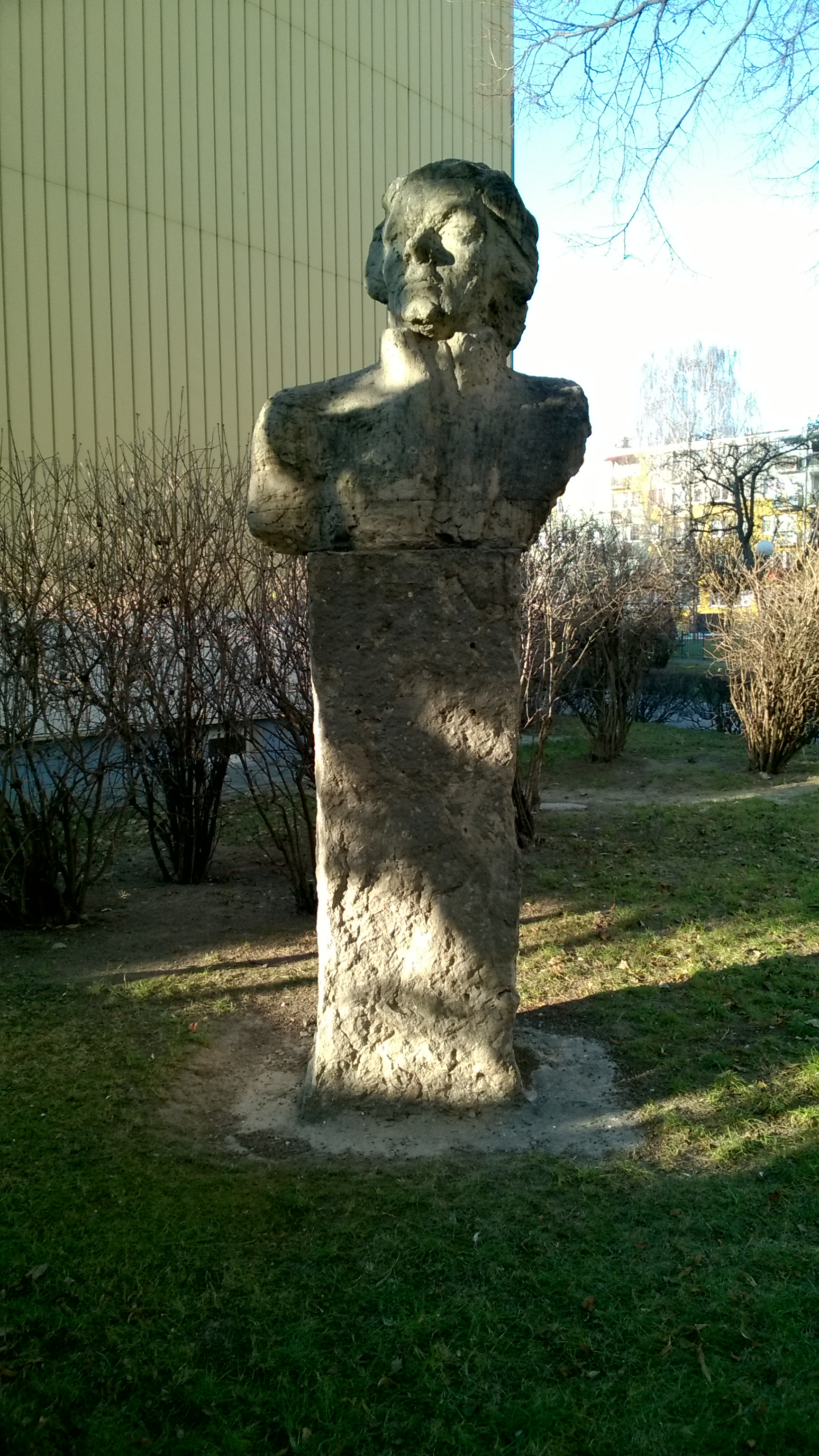
Popiersie Tadeusza Kościuszki[2] obok bloku przy ul. Tumidajskiego 22
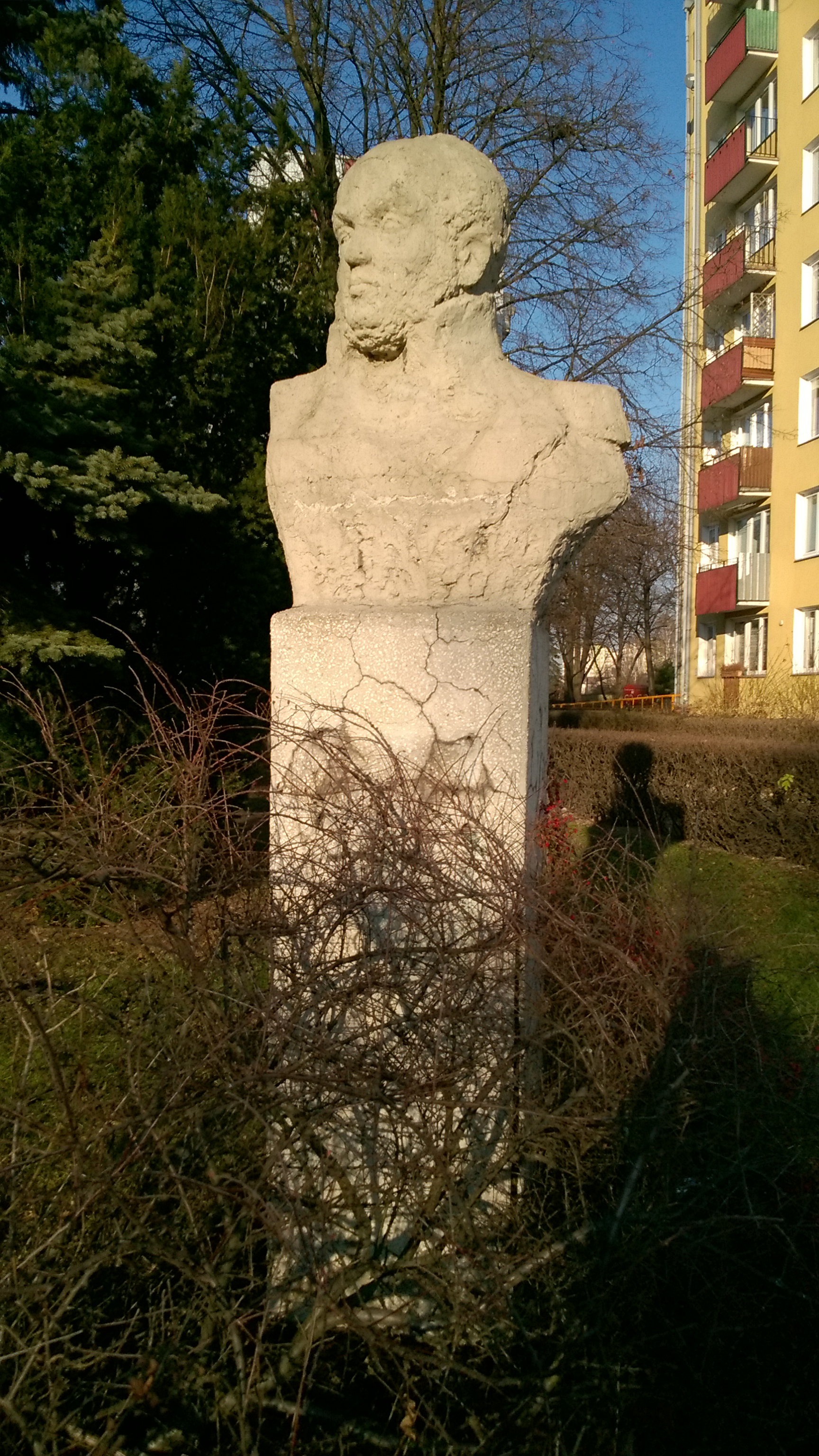
Popiersie Józefa Bema[2] obok wieżowca przy ul. Niepodległości 2
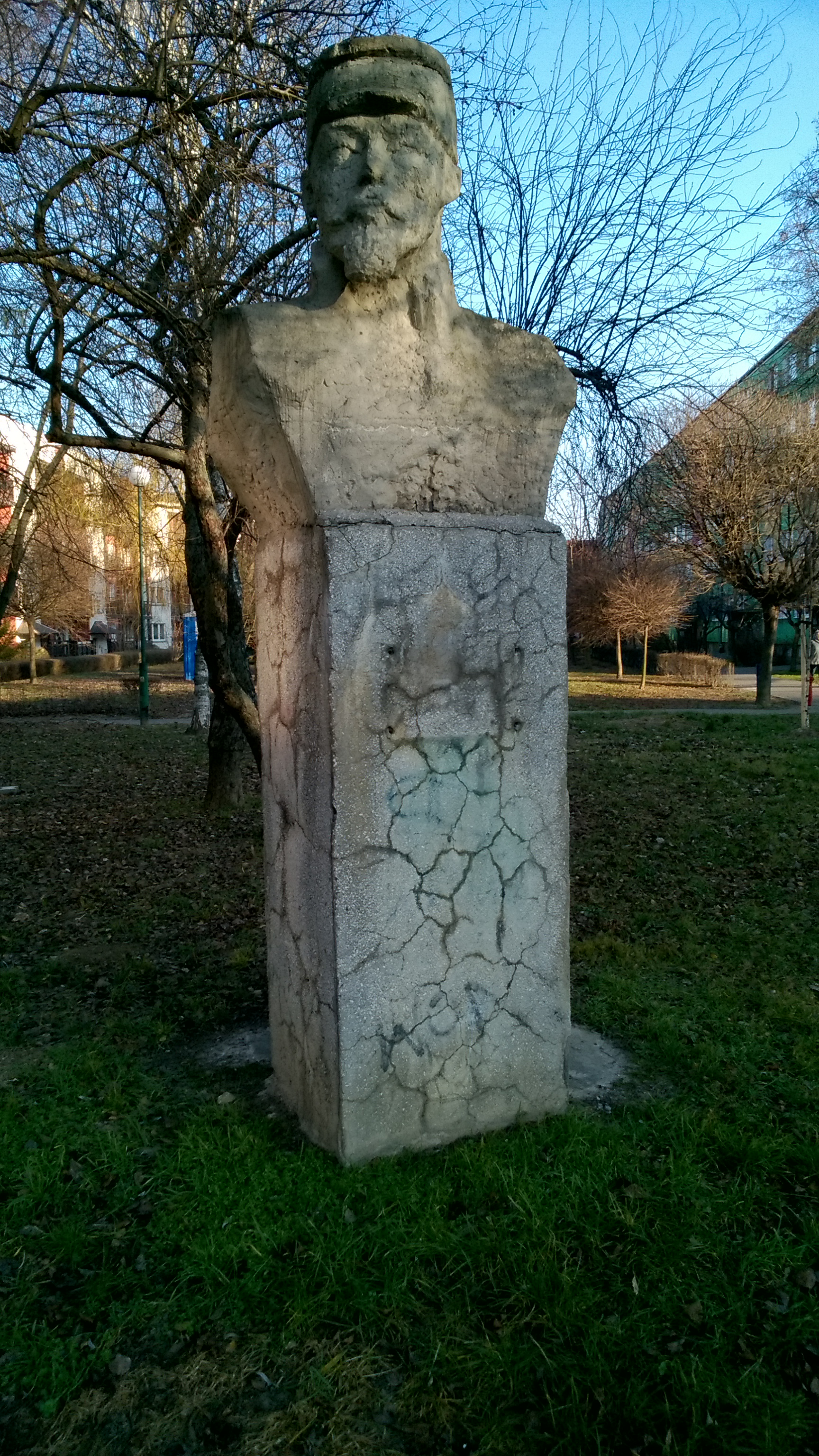
Popiersie Jarosława Dąbrowskiego[2] obok bloku przy ul. Niepodległości 26
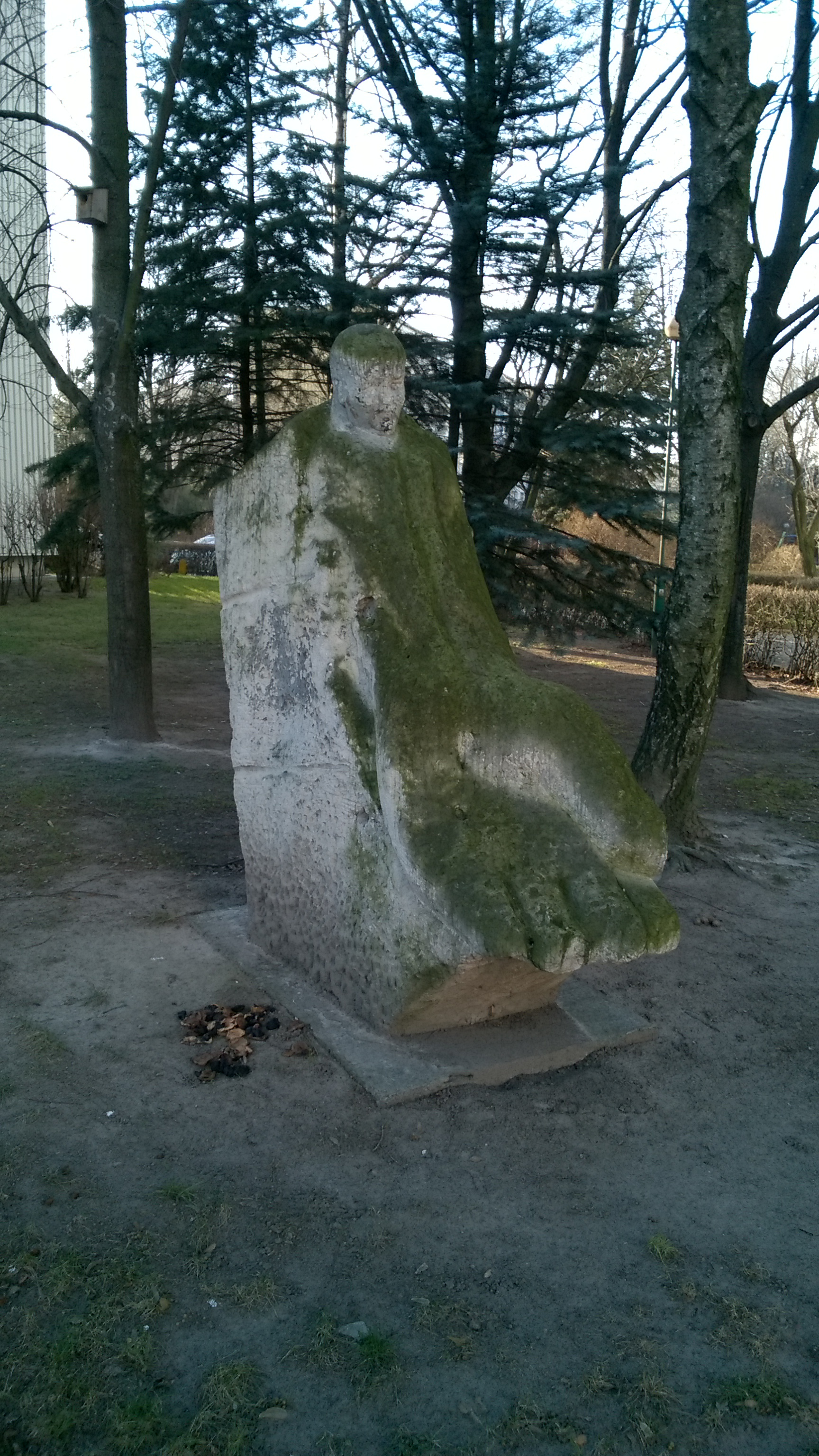
Rzeźba obok wieżowca przy ul. Niepodległości 6
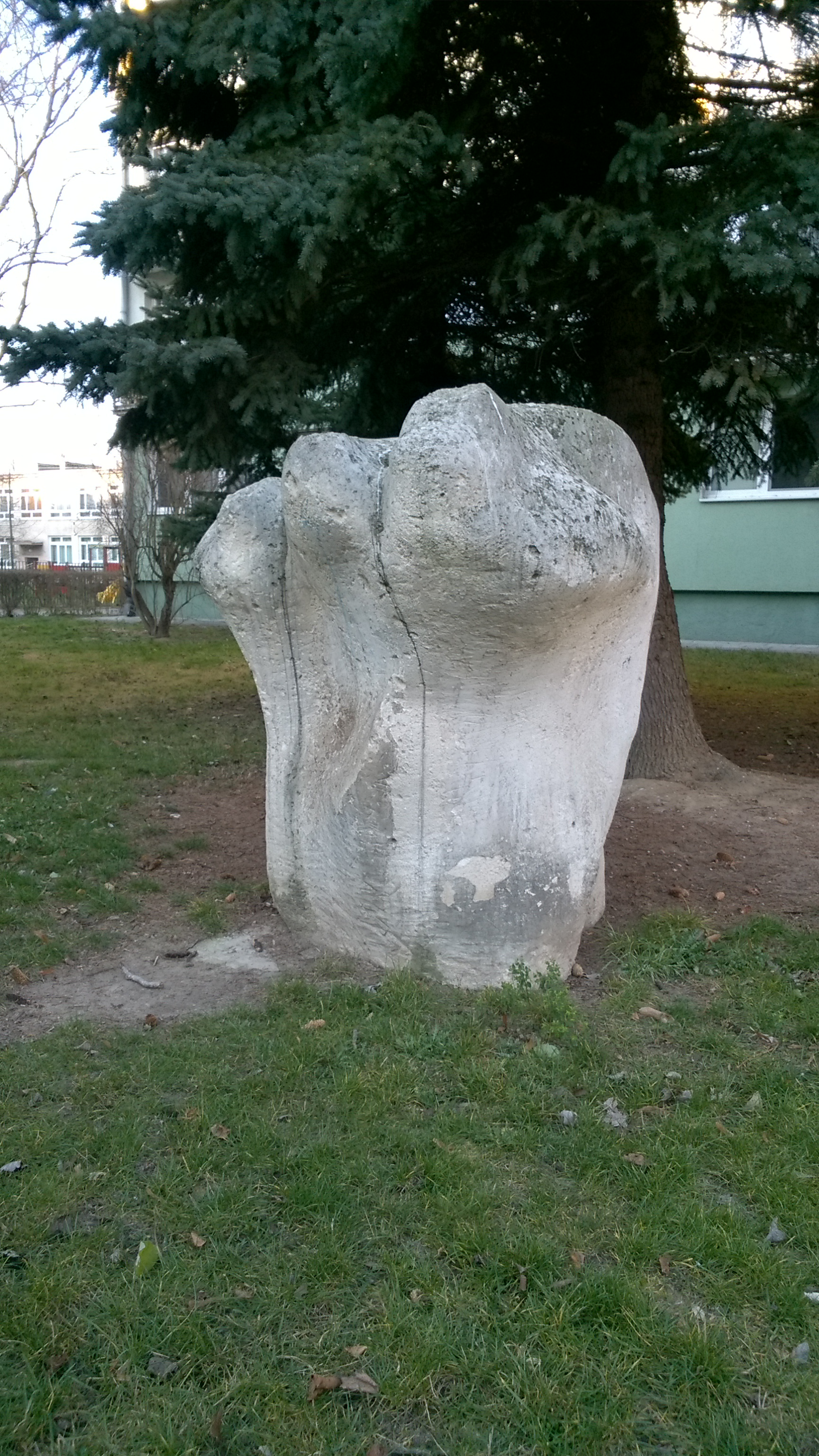
Rzeźba obok bloku przy ul. Niepodległości 10
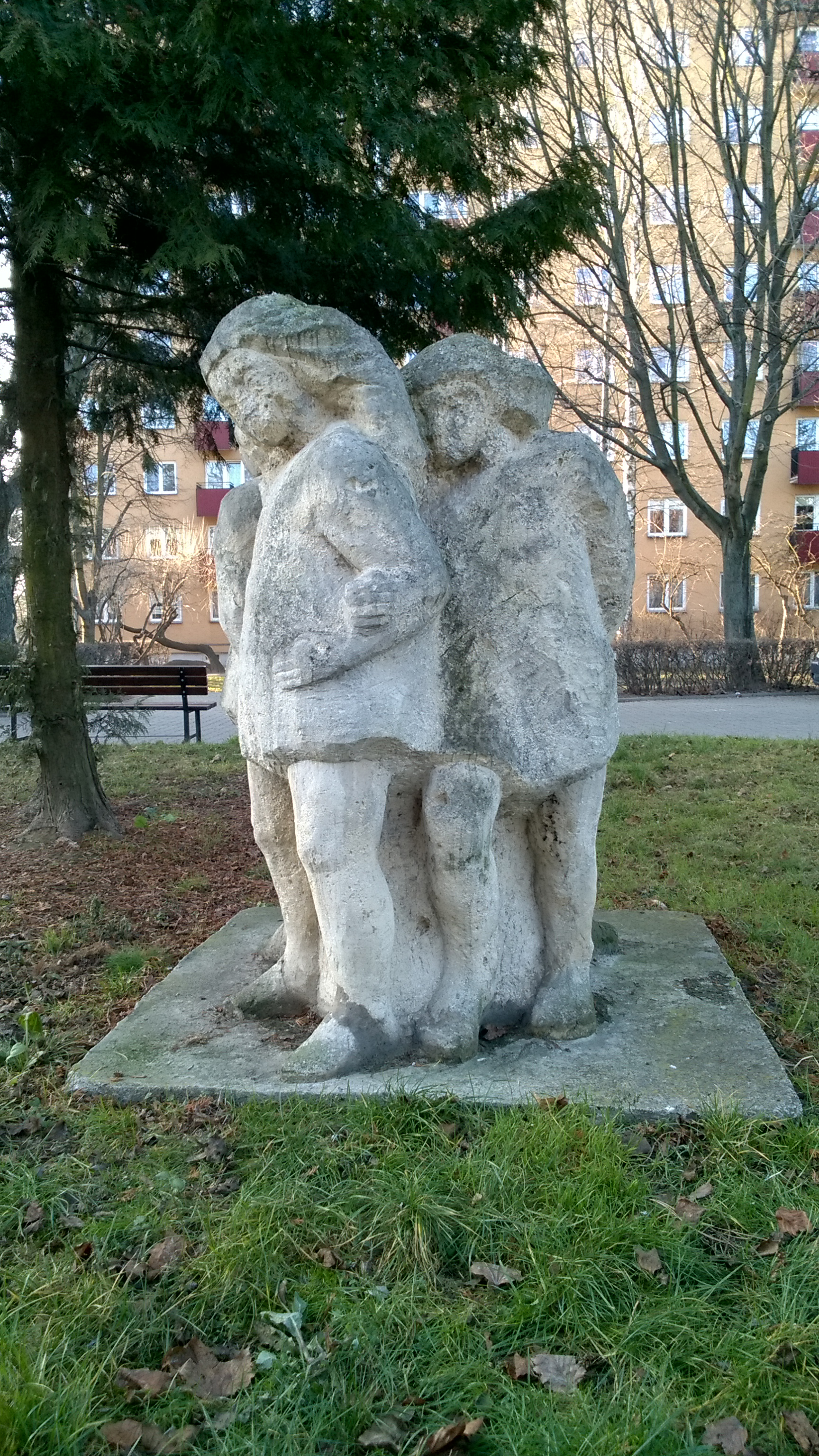
Rzeźba obok wieżowca przy ul. Tumidajskiego 14